# Саракач, Александр Иванович
Алекса́ндр Ива́нович Сарака́ч (бел. Аляксандр Іванавіч Саракач, род. 11 декабря 1963, д. Ледники, Дзержинский район, Минская область, Белорусская ССР, СССР) — белорусский государственный и политический деятель, депутат Палаты представителей Национального собрания VII созыва. В белорусском парламенте является заместителем председателя Постоянной комиссии по промышленности, топливно-энергетическому комплексу, транспорту и связи.

## Биография
Родился 11 августа 1963 года в деревне Ледники (Фанипольский сельсовет) Дзержинского района Минской области.
Имеет высшее образование — окончил Белорусский национальный технический университет, по специальности — инженер-электрик; также окончил Академию управления при Президенте Республики Беларусь, является специалистом в области государственного управления.
Трудовую деятельность начал слесарем контрольно-измерительных приборов и автоматики на производственном объединении «Интеграл». Служил в рядах Советской Армии. С 1987 года работал на Минской нефтебазе в городе Фаниполе Дзержинского района. Прошёл трудовой путь от слесаря контрольно-измерительных приборов и автоматики 3-го разряда Минской нефтебазы до главного инженера республиканского унитарного предприятия «Белоруснефть — Минскоблнефтепродукт» г. Фаниполя Дзержинского района. Работал председателем Фанипольского городского исполнительного комитета с 2012 по 2014 годы.
Ещё в 2010 году Александр Саракач был избран депутатом Дзержинского районного Совета депутатов 26-го созыва, в 2014 году был переизбран. Являлся депутатом Дзержинского районного Совета депутатов 26-го созыва, председателем Дзержинского районного Совета депутатов 27-го и 28-го созывов (с 2014 по 2019 годы), депутатом Минского областного Совета депутатов 28-го созыва по Фанипольскому избирательному округу (2018—2019).
17 ноября 2019 года, на прошедших парламентских выборах, был избран депутатом Палаты представителей Национального собрания по Дзержинскому избирательному округу № 71. По результатам голосования, за его кандидатуру были поданы 33 956 голосов (66,64 % от общего числа), при этом явка избирателей на округе составила 77,13 %.
12 декабря 2019 года сложил с себя полномочия депутата Минского областного Совета, а также с учётом того, что Александр Саракач являлся председателем Дзержинского районного Совета депутатов, вышел из состава местного депутатского корпуса.

## Депутат Палаты представителей

### VII созыв (с 6 ноября 2019)
Во время функционирования Палаты представителей VII созыва является заместителем председателя Постоянной комиссии по промышленности, топливно-энергетическому комплексу, транспорту и связи.
Законопроекты:
- «Об изменении законов по вопросам перевозки опасных грузов и промышленной безопасности».

## Выборы
| Кандидат                    | Кандидат                     | Субъект выдвижения                | Голосов | %     |
| --------------------------- | ---------------------------- | --------------------------------- | ------- | ----- |
|                             | Саракач Александр Иванович   | Беспартийный                      | 33 956  | 66,64 |
|                             | Дмитриев Андрей Владимирович | Беспартийный                      | 6 375   | 12,51 |
|                             | Шик Кирилл Иванович          | Беспартийный                      | 3 388   | 6,65  |
|                             | Рыбалтовский Денис Олегович  | Либерально-демократическая партия | 2 620   | 5,14  |
| Против всех                 | Против всех                  | Против всех                       | 4 205   |       |
| Недействительных бюллетеней | Недействительных бюллетеней  | Недействительных бюллетеней       | 413     |       |
| Всего                       | Всего                        | Всего                             | 66 064  | 100   |
| Явка избирателей            | Явка избирателей             | Явка избирателей                  | 50 957  | 77,13 |

## Награды
Награжден почётными грамотами Минского областного исполнительного комитета, Минского областного Совета депутатов, Дзержинского районного исполнительного комитета.

## Семья
Женат, имеет сына и дочь.